# NETG/METG/SETG
NETG/METG/SETG — система трубопроводів у Німеччині, якими транспортується газ по долині Рейну від кордону з Нідерландами до Лампертгайм у федеральній землі Гессен.
В межах активної розробки знайдених в Нідерландах великих запасів природного газу у 1960-х роках почалось спорудження інфраструктури для його експорту. Одним з перших та найбільших споживачів цього ресурсу став промисловий район центрального Рейну у сусідній Німеччини. Тут вже кілька десятиліть діяла розвинена мережа газопостачання, орієнтована втім на вироблений з вугілля синтез-газ. Для подачі нового виду палива спорудили транскордонну систему Nordrheinischen Erdgastransportleitungsgesellschaft (NETG, Північнорейнський газопровід), яка перетинала кордон у Ельтен і далі тягнулась у південно-східному напрямку. Її введення в експлуатацію припало на 1967 рік, а у 1969-му природний газ досяг компресорної станції Порц біля Кельна, де система вже носила назву Mittelrheinischen Erdgastransportleitungsgesellschaft (METG, Середньорейнський газопровід). Останній прмує далі уздовж Рейну, переходить у Sudrheinischen Erdgastransportleitungsgesellschaft (SETG, Південнорейнський газопровід) та врешті-решт досягає Лампертгайм на північній околиці Мангайма.
Система рейнських газопроводів має кілька інтерконекторів із іншими подібними об'єктами Німеччини:
- північніше Кельну в районі Пафрат у східному напряму відгалужується лінія до газового хабу Верне, через який зокрема проходить газопровід Різум — Верне — Шлюхтерн — Рімпар, з яким є інша перемичка південніше в районі Кобленц;
- у 2006 році за допомогою газопроводу Порц — Штольберг (86 км, діаметр 800 мм) система була з'єднана з німецько-бельгійським інтерконектором біля Аахену, що зокрема надало доступ до газового хабу Зеєбрюгге та розташованого там терміналу ЗПГ;
- незадовго до кінцевої точки у Гернсхайм створений інтерконектор з важливим трубопроводом MEGAL, який з'єднує німецько-чеський та німецько-французький кордон.
На початку 21 століття планувалось прокладання нової лінії, в основному паралельно NETG, з діаметром труб 900 мм. Втім, після отримання у 2005 році перших дозвільних документів подальше узгодження проекту затягнулось, і станом на 2016 рік він так і не дійшов до практичної реалізації.
Можна також відзначити, що станом на 2016 рік північна частина системи (NETG) працює у відокремленій мережі газу низької калорійності (L-Gas), яка розповсюджена у прикордонних районах Нідерландів та Німеччини і пов'язана із особливостями складу газу родовища Гронінген.